# Фингиг
Фингиг (на люксембургски: Féngeg) e село в югозападен Люксембург, в окръг Гревенмахер, кантон Капелен, в община Каержан. Населението му през 2005 година е 329 души.